# قانون عرفی
قانون عُرفی (به انگلیسی: legal custom) یا کاستومری لو (به انگلیسی: Customary law) که همچنین با عنوان قانون متداول یا غیررسمی (به انگلیسی: consuetudinary or unofficial law) نیز شناخته می‌شود، به قوانینی گفته می‌شود که برگرفته از عرف است و الگوی تثبیت شده رفتاری است که می‌تواند به طور عینی در یک محیط اجتماعی خاص تأیید شود. 
اکثر قوانین عرفی به استانداردهای جامعه می‌پردازند که برای مدت طولانی در یک منطقه خاص ایجاد شده است.  با این حال، این اصطلاح می‌تواند در حوزه‌هایی از حقوق بین‌الملل کاربرد داشته باشد که در آن استانداردهای خاصی به‌عنوان پایه‌های صحیح عمل براساس صلاحیت جهانی بوده‌اند، برای مثال: قوانین علیه دزدی دریایی یا برده‌داری. در بسیاری از موارد، اگرچه نه همه موارد، قوانین عرفی دارای احکام محکمه و رویه قضایی هستند که در طول زمان تکامل یافته‌اند تا وزن بیشتری به قاعده خود به عنوان قانون و همچنین برای نشان دادن مسیر تکامل (در صورت وجود) در تفسیر چنین حقوقی نشان دهند.